# انتخابات مجلس شورای ملی (۱۲۹۳)
انتخابات مجلس سوم ایران در سال ۱۲۹۳ برگزار شد. مجلس سوم در ۱۵ آذر ماه گشایش یافت.

## انتخابات
این انتخابات پس از فترت سه ساله‌ای که صمصام السلطنه بختیاری از برگزاری انتخابات مجلس خودداری مینمود توسط دولت مستوفی‌الممالک برگزار شد. در این انتخابات مشکلات زیادی ناشی از وضع داخلی ایران و مشکلات بزرگتری که مربوط به قانون انتخابات میشد وجود داشت. روند برگزاری این انتخابات به کندی پیش میرفت ولی در حدی که مجلس در ۱۵ آذر ماه با ۶۸ نماینده گشایش یافت و مانده نمایندگان به آهستگی پس از پایان یافتن انتخابات در بخش‌های گوناگون به مجلس وارد شدند. در این مجلس گروهی که شامل ۲۰ تن از نمایندگان بی طرف میشد با حزب دموکرات ائتلاف کرده بودند.